# George Shepherd
George Andrew Shepherd (* 23. April 1938 in Port Colborne, Ontario; † 19. Mai 2022 in Toronto) war ein kanadischer Hürdenläufer und Sprinter.
1958 wurde er bei den British Empire and Commonwealth Games in Cardiff über 440 Yards Hürden Sechster und kam mit der kanadischen 4-mal-440-Yards-Stafette auf den vierten Platz. Über 440 Yards verzichtete er im Viertelfinale auf einen Start.
Bei den Olympischen Spielen 1960 in Rom schied er über 400 m Hürden im Vorlauf aus.
1962 belegte er bei den British Empire and Commonwealth Games in Perth mit der kanadischen 4-mal-440-Yards-Stafette den sechsten Platz und scheiterte über 440 Yards Hürden in der ersten Runde.
Von 1958 bis 1962 wurde er fünfmal in Folge Kanadischer Meister über 440 Yards Hürden bzw.  400 m Hürden. Seine persönliche Bestzeit über 440 Yards Hürden von 51,9 s stellte er 1962 auf.